# Gaëlle Péneau
Gaëlle Péneau, née Gaëlle Hernot le 30 mai 1952 à Nantes, est une architecte française.

## Biographie
Gaëlle Péneau naît en 1952.
Elle obtient son baccalauréat scientifique au lycée Raymond Naves à Toulouse en 1970.
Elle commence ses études d’architecture à l'École nationale supérieure d'architecture de Toulouse en 1971, et les poursuit à l’École nationale supérieure d'architecture de Nantes. En 1972, elle intègre l’équipe de recherche du service de l’inventaire des Recherches Artistiques de la France au sein de la Direction régionale des Affaires culturelles (DRAC). Elle obtient son diplôme d’architecte DPLG en 1979.
De 1981 à 1982, elle enseigne à l’École d’Architecture de Nantes. De 1982 à 1983, elle est architecte au Conseil d'architecture, d'urbanisme et d'environnement (C.A.U.E). Durant ses études, elle rencontre Dominique Péneau avec qui elle se marie et fonde l'agence d'architecture Gaëlle et Dominique Péneau Architectes en 1982. Ils ont deux enfants, Maud Péneau, styliste et designer textile, et Maël Péneau, musicien et DJ (Maelstrom). Ils se séparent en 1994 et elle crée de son côté GPAA (Gaëlle Péneau Architecte et associés), société d’architecture dont elle est gérante majoritaire,.
De 2001 à 2003, elle est de nouveau enseignante à l’École d’Architecture de Nantes. En 2004, elle est élue vice-présidente du Conseil régional de l’Ordre des Architectes des Pays de Loire jusqu’en 2009.
De 2004 à 2010, elle est présidente puis vice-présidente de la Maison régionale de l’architecture des Pays de la Loire. En 2010, elle crée l’agence GPAA Paris. En 2015, elle devient membre correspondant national de l’Académie d’Architecture française,, et elle est également nommée au prix ARVHA (Association pour la recherche sur la ville et l'habitat) des femmes architectes.
Depuis 2016, elle est architecte conseil de la MIQCP (Mission Interministérielle pour la Qualité des Constructions Publiques). Depuis janvier 2017, elle est également présidente du conseil d’administration de l’École nationale supérieure d'architecture de Nantes.
Son entreprise est mandatée dans le cadre d'Horizon Bianco, un projet d'envergure de construction à Nantes. La galerie d'architecture lui consacre une exposition à Paris.

## Principales réalisations
avec Dominique Péneau
- 1982 : Lycée Bougainville à Nantes (1er projet)
- 1985 : Maison de la naissance de Saint-Sébastien-sur-Loire (1er concours)
- 1989 : Lycée Nicolas Appert à Orvault[14]
- 1993 : UFR STAPS Bordeaux
- 1992 : Pôle universitaire de Lorient
- 1993 : lUT de Mesures Physiques au Mans
- 1994 : Complexe culturel de la Ferté Bernard
- 1995 et 1997 : Pôles Femmes et Enfants à Saint-Brieuc et à Chartres[15]
- 2000 : Centre Hospitalier du Val d'Ariège

avec GPAA
- 2000 : Faculté des métiers sur le Campus de Ker-Lann à Rennes
- 2002 : Théâtre de Vendôme[16]
- 2003 : 48 logements à Paris 13e
- 2008 : Institut d'économie et de management / Institut d'administration des entreprises à Nantes
- 2010 : Collège Frédéric-Mistral à Arles nommé à l'équerre d'argent[17]
- 2010 : Groupe scolaire sur l'ile Seguin à Boulogne-Billancourt[18]
- 2010 : 65 logements à Boulogne-Billancourt
- 2011 : Nouveau Théâtre de Cergy à Cergy-Pontoise[19]
- 2012 : Lycée professionnel André Ampère à Vendôme[20]
- 2012 : Cité éducative des hauts de Saint-Aubin à Angers[21]
- 2013 : Université Paris IV Sorbonne – Centre Clignancourt à Paris 18e[22]
- 2013 : 105 logements et bureaux en accession et logements sociaux à Nantes
- 2014 : Campus des métiers – Centre de formation pour apprentis à Brest[23],[24]
- 2014 : Campus de l'apprentissage à Nantes
- 2015 : École, centre de loisirs et complexe sportif à Rouen[25]
- 2015 : Pôle de formation et d'activités à Fougères
- 2016 : EHPAD de 126 lits – Cité patio à Laval[26]
- 2016 : Gymnase à Pontchâteau[27]
- 2016 : 70 logements sociaux sur la Zac (zone d'aménagement concerté) Seguin rives de seine à Boulogne-Billancourt[28]
- 2017 : Kedge Business school à Marseille[29]
- 2017 : EHPAD – Résidence Saint-Vincent de Paul à Essarts en Bocage
- 2017 : Laboratoire Aimé-Cotton sur le plateau de Saclay à Orsay[30]
- 2020 : CFA – Centre de formation pour apprentis à Laval (Mayenne)[31]
- 2024 : Campus universitaire Paris Dauphine à Paris 16ème[32]

## Publications
- Gaëlle Péneau et Dominique Péneau, Étienne Coutan : régionalisme et modernité : 1875-1963, architecte de la ville de Nantes, Bureau de la recherche architecturale et urbaine, ministère de l'urbanisme et du logement, 1982, 197 p. (BNF 36604711)
- Récréation, chroniques et chronologie, 2006, édition Archibooks  (ISBN 2-915639-32-9)[33],[34]
- Le théâtre 95 à Cergy-Pontoise, Claire Guézengar, 2013, édition Archibooks  (ISBN 978-2-35733-220-1)[35]
- Le campus des métiers à Brest, Jean-Louis Violeau, 2015, édition Archibooks  (ISBN 2357333634)[36]
- Collectif, Les 101 mots de la lumière dans l'architecture : à l'usage de tous, Paris, Archibooks, coll. « 101 mots », juin 2016, 68 p. (ISBN 978-2-35733-379-6)[37]